# خائیداری
شهر کائیداری در استان آتیک در کشور یونان واقع شده است که دارای جمعیت ۴۵٬۲۶۹ نفر می‌باشد.